# Campeonato Europeu de Corrida de Montanha de 2014
O 20º Campeonato Europeu de Corrida de Montanha de 2014 foi organizada pela Associação Europeia de Atletismo na cidade de Gap na França no dia 12 de julho de 2014. Contou com a presença de 211 atletas em quatro categorias, tendo como destaque a Itália com cinco medalhas, sendo quatro de ouro.

## Resultados
Esses foram os resultados da competição.

### Sênior masculino
Individual 
| Posição           | Atleta            | País        | Tempo |
| ----------------- | ----------------- | ----------- | ----- |
| Medalha de ouro   | Bernard Dematteis | Itália      | 56.10 |
| Medalha de prata  | Robbie Simpson    | Reino Unido | 56.19 |
| Medalha de bronze | Martin Dematteis  | Itália      | 56.32 |
| 4                 | Ionut Zinca       | Roménia     | 56.45 |
| 5                 | Mitja Kosovelj    | Eslovênia   | 57.23 |
| 6                 | Julien Rancon     | França      | 57.28 |
| 7                 | Luca Cagnati      | Itália      | 57.59 |
| 8                 | Ahmet Arslan      | Turquia     | 58.22 |
| 9                 | Yuriy Chechun     | Rússia      | 58.34 |
| 10                | Andrew Douglas    | Reino Unido | 58.42 |

Equipe 
| Posição           | Equipe      | Pontos |
| ----------------- | ----------- | ------ |
| Medalha de ouro   | Itália      | 11     |
| Medalha de prata  | Reino Unido | 27     |
| Medalha de bronze | França      | 31     |

### Sênior feminino
Individual 
| Posição           | Atleta             | País        | Tempo |
| ----------------- | ------------------ | ----------- | ----- |
| Medalha de ouro   | Andrea Mayr        | Áustria     | 39.40 |
| Medalha de prata  | Mateja Kosovelj    | Eslovênia   | 41.42 |
| Medalha de bronze | Sabine Reiner      | Áustria     | 41.59 |
| 4                 | Alice Gaggi        | Itália      | 42.39 |
| 5                 | Maude Mathys       | Suíça       | 42.47 |
| 6                 | Emma Clayton       | Reino Unido | 42.56 |
| 7                 | Elisa Desco        | Itália      | 43.21 |
| 8                 | Burcu Büyükbezgin  | Turquia     | 43.38 |
| 9                 | Valentina Belotti  | Itália      | 43.46 |
| 10                | Maria Elena Espeso | Espanha     | 44.10 |

Equipe 
| Posição           | Equipe      | Pontos |
| ----------------- | ----------- | ------ |
| Medalha de ouro   | Itália      | 20     |
| Medalha de prata  | Reino Unido | 31     |
| Medalha de bronze | Áustria     | 36     |

### Júnior masculino
Individual 
| Posição           | Atleta            | País        | Tempo |
| ----------------- | ----------------- | ----------- | ----- |
| Medalha de ouro   | Domink Sadlo      | Chéquia     | 37.23 |
| Medalha de prata  | Ferhat Bozkurt    | Turquia     | 37.42 |
| Medalha de bronze | Ramazan Karagoz   | Turquia     | 38.19 |
| 4                 | Manuel Innerhofer | Áustria     | 38.28 |
| 5                 | Nadir Cavagna     | Itália      | 39.23 |
| 6                 | Alberto Vender    | Itália      | 39.32 |
| 7                 | Andrew Lawler     | Reino Unido | 39.49 |
| 8                 | Jacob Adkin       | Reino Unido | 39.50 |
| 9                 | Diego Ras         | Itália      | 40.05 |
| 10                | Florin Eugen Biro | Roménia     | 40.09 |

Equipe 
| Posição           | Equipe  | Pontos |
| ----------------- | ------- | ------ |
| Medalha de ouro   | Itália  | 20     |
| Medalha de prata  | Chéquia | 24     |
| Medalha de bronze | Turquia | 26     |

### Júnior feminino
Individual 
| Posição           | Atleta              | País        | Tempo |
| ----------------- | ------------------- | ----------- | ----- |
| Medalha de ouro   | Georgia Malir       | Reino Unido | 22.10 |
| Medalha de prata  | Bahar Atalay        | Turquia     | 22.20 |
| Medalha de bronze | Burcu Subatan       | Turquia     | 22.42 |
| 4                 | Andreea Alina Piscu | Roménia     | 22.47 |
| 5                 | Ana Cufer           | Eslovênia   | 22.51 |
| 6                 | Tereza Korvasova    | Chéquia     | 22.55 |
| 7                 | Catriona Graves     | Reino Unido | 22.57 |
| 8                 | Elsa Racasan        | França      | 23.13 |
| 9                 | Sedef Kantekin      | Turquia     | 23.25 |
| 10                | Marina Klimenko     | Rússia      | 23.29 |

Equipe 
| Posição           | Equipe      | Pontos |
| ----------------- | ----------- | ------ |
| Medalha de ouro   | Turquia     | 14     |
| Medalha de prata  | Reino Unido | 29     |
| Medalha de bronze | França      | 37     |

## Quadro de medalhas
| Ordem | País        | Medalha de ouro | Medalha de prata | Medalha de bronze | Total |
| ----- | ----------- | --------------- | ---------------- | ----------------- | ----- |
| 1     | Itália      | 4               | 0                | 1                 | 5     |
| 2     | Reino Unido | 1               | 4                | 0                 | 5     |
| 3     | Turquia     | 1               | 2                | 3                 | 6     |
| 4     | Chéquia     | 1               | 1                | 0                 | 2     |
| 5     | Áustria     | 1               | 0                | 2                 | 3     |
| 6     | Eslovênia   | 0               | 1                | 0                 | 1     |
| 7     | França      | 0               | 0                | 2                 | 2     |